# Буйнакская синагога
Буйнакская синагога (также известен как синагога «Темир-Хан-Шура») — синагога в дагестанском Буйнакске на улице Коркмасова, дом 44. Здание являлось центром духовной жизни евреев Буйнакска. Оно прослужило евреям более века. Это единственная синагога, сохранившаяся из четырех, которые в начале XX века были в городе. В настоящее время синагога закрыта и перестала выполнять свои функции.

## История

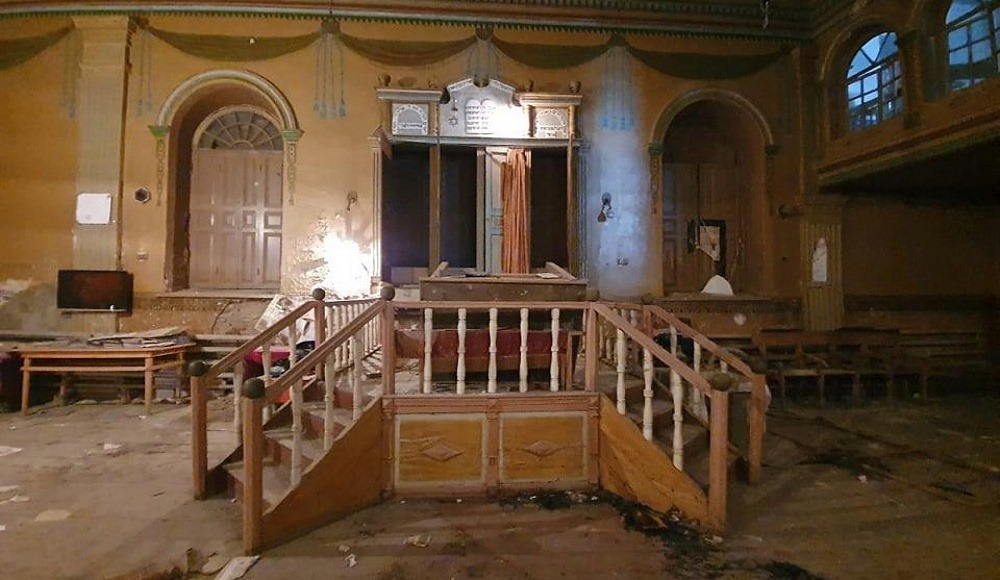
Интерьер Буйнакской синагоги. 2022 г.

Во время кавказских войн евреи находили спасение, укрываясь в крепостях-укреплениях, сооруженных солдатами царской армии. В одной из таких крепостей, в Темир-Хан-Шуре (ныне Буйнакск), евреи переселились из разных сел: Маджалиса, Доргели, Эрпели, а также из Красной Слободы и Дербента.
В 50-х годах XIX века, в крепости возникла община горских евреев, раввины которой направили царю прошение о строительстве синагоги. Разрешение было получено и в 1860 году, на средства, собранные всей общиной, началось строительство здания по проекту, присланному из литовского Ковно, ныне Каунас. Помогали не только местные жители, но и состоятельные евреи Дербента и Красной Слободы. Уже к празднику Песах 1862 года община праздновала открытие синагоги.
Некоторые историки считают, что эта синагога изначально была построена евреями-ашкеназами.
Историк Игорь Семенов написал:

«...большая часть евреев Темир-Хан-Шуры составляли не горские евреи, а евреи-ашкеназы, большинство из которых состояла в городской гильдии купцов и занималась снабжением русской армии. Интересно также, что до самой февральской революции 1917 года горские евреи и евреи-ашкеназы - вместе - составляли большинство населения города. Впрочем, эти группы евреев жила раздельно и каждая из них имела свою собственную синагогу. Одна из них, ашкеназская сохранилась по сей день..»

Здание синагоги прослужило евреям более века. В 90-е годы XX века, горские евреи начали покидать Буйнакск, что послужило причиной закрытия синагоги. Вследствие того, что здание не эксплуатируется, оно постоянно подвергается резкому перепаду температур и поэтому неотвратимо ветшает и разрушается.
В отношении здания синагоги совершались акты вандализма: неоднократно взламывали окна, уничтожали имущество, совершили поджог. В 1995 году под ворота синагоги было подложено взрывное устройство. В 2021 году в окна синагоги бросили бутылки с зажигательной смесью. 21 мая 2022 году был произведен очередной поджог синагоги. В результате стены здания, его оригинальная внутренняя отделка, включающая характерные орнаменты и витражи, находятся под угрозой полного уничтожения.
Еврейские организации в России с участиям местных и республиканских властей обсуждали реставрацию синагоги, но проблема так и не была решена.